# Bolgarisztika
A bolgarisztika egy tudományos kutatási terület, amely elsősorban a bolgár nyelvre (beleértve annak történetét), valamint a bolgár irodalomra összpontosít, de kiterjedhet még a bolgár kultúrára (beleértve a néprajzot, a folklórt), sőt a bolgárok és Bulgária történelmére is.
A bolgarisztika szakembereit bolgaristáknak nevezik. A köznyelvben a kifejezést elsősorban a bolgár nyelvvel foglalkozó nyelvészekre használják, kiterjesztve a bolgár filológia szakértőire, a bolgár kultúrát és történelmet kutató külföldi szakemberekre, valamint olyan külföldiekre (azaz nem bolgárokra), akik hivatásszerűen használják a bolgár nyelvet, például fordítókra, tolmácsokra és diplomatákra.

## Neves bolgaristák
- Jurij Venelin (1802–1839) ruszin bolgarista, szlavista, néprajzkutató, filológus, a modern bolgarisztika atyja.
- Fehér Géza (1890–1955) magyar régész, egyetemi oktató, a Bolgár Tudományos Akadémia tagja.
- Csíkhelyi Lenke (1944–) magyar műfordító, történész.
- Szondi György (1946–) József Attila-díjas magyar költő, műfordító, szerkesztő, bolgarista.
- Juoko Lindstedt (1955–) finn eszperantista és bolgarista.

## Bolgár nyelv oktatása Magyarországon
- Budapest – ELTE BTK Szláv és Balti Filológiai Intézet (korábban: Lenin Intézet)
- Szeged – SZTE BTK Szláv Intézet